# Randi Pontoppidan
Randi Pontoppidan (* 1970) ist eine dänische Jazz- und Improvisationsmusikerin (Gesang, Komposition), Vokalistin der Neuen Musik und Klangkünstlerin.

## Wirken
Pontoppidan studierte ab 1995 am Koninklijk Conservatorium Den Haag bei Jeanne Lee und Rachel Gould. 2000 schloss sie ihr Studium dort im Hauptfach Jazzgesang und im Nebenfach klassischer Gesang ab. Sie absolvierte auch Workshops bei David Liebman, Norma Winstone, Sidsel Endresen und Marc Ducret.
Pontoppidan arbeitete als Sängerin live häufig mit Loop-Maschinen und anderen elektronischen Geräten. Sie ist für ihre Zusammenarbeit mit Dichtern, Tänzern und anderen Künstlern bekannt, etwa mit Simon Toldam, Jakob Davidsen, Lotte Anker, Simon Christensen, Makiko Hirabayashi, Soma Allpass, Anders Børup, Dalia Faitelson, Birgitte Lyregaard, Jamaaladeen Tacuma, Morten Carlsen, Jakob Riis, Carl Bergstrøm-Nielsen oder Juliana Hudkinson. Ihr Schaffen als Vokalkünstlerin ist sowohl von Free Jazz und elektroakustischer Kompositionsmusik als auch von Lautpoesie und Performance-Kunst inspiriert. Seit mehr als 15 Jahren arbeitet sie im Duo Lift mit Sissel Vera Pettersen, das gelegentlich erweitert wurde. Auch mit Greg Cohen und Thomas Buckner bildete sie Duos.
Pontoppidan ist daneben als Interpretin im Bereich der Neuen Musik tätig und erlangte internationale Anerkennung für ihre Interpretationen von Komponisten wie Steve Reich, David Lang, Karlheinz Stockhausen, John Cage und für ihre Arbeit in Paul Hilliers Vokalensemble Theater of Voices, mit dem sie unter anderem Stockhausens „Stimmung“ in der Carnegie Hall aufführte.
Pontoppidan ist Mitglied des Vokalensembles IKI, in dem sie auch mit Blixa Bargeld zusammenarbeitete, und des Musikerkollektivs Damkapellet. Sie hat sowohl solistische Alben veröffentlicht als auch gemeinsam mit anderen Künstlern. Seit 2020 lehrt sie am Rytmisk Musikkonservatorium.

## Preise und Auszeichnungen
Pontoppidan war nominiert für den Steppeulven Prisen 2020 als beste Sängerin in Dänemark. Des Weiteren war sie nominiert bei den Danish Music Awards für das beste Jazz-Album (2021, Inner Lift) und für das beste Jazzgesangsalbum (2022).

## Diskographie (Auswahl)
- Sissel Vera Pettersen, Randi Pontoppidan, Hans Sydow: Lift vs. Sydow (Gateway 2007)
- Theatre of Voices: Stories (Harmonia Mundi, 2011 mit Paul Hillier sowie Else Torp, Chris Watson, Jacob Bloch Jespersen, Miriam Andersen)
- Lift: Convocation (Time Span Records, Gateway, 2012, mit Sissel Vera Pettersen, Thomas Agergaard)
- Other Gardens: Vi Er (CDklassisk 2014, mit Linda Edsjö, Jennifer Dill)
- Jakob Davidsen, Sissel Vera Pettersen, Randi Pontoppidan: Silence Trio 2 (ILK Records 2018)
- Event Horizon: Space Geode (Chant Records 2018, mit Greg Cohen)
- Rooms (Chant Records 2019)
- Christian Rønn & Randi Pontoppidan: Head¨Space (Chant Records 2020)[3]
- Randi Pontoppidan & Thomas Buckner: Voicescapes (Chant Records 2021)[4]
- Randi Pontoppidan & Sissel Vera Pettersen: Inner Lift (Chant Records 2021)[5]
- Randi Pontoppidan & Povl Kristian: Life in Life (Chant Records 2022)
- Randi Pontoppidan & Martin Fabricius: Clouds (Zack's Music 2024)[2]